# Artik
Артём Игоревич Умрихин (укр. Артем Ігорович Умріхін; род. 9 декабря 1985, Запорожье, Украинская ССР, СССР), более известный под псевдонимом Artik (рус. Артик) — украинский исполнитель, режиссер, продюсер, композитор. Лауреат телефестиваля «Песня года — 2011», обладатель премии «Золотой Граммофон — 2011» за музыку к песне Джигана и Юлии Савичевой «Отпусти».

## Биография
Артём Умрихин родился 9 декабря 1985 года в украинском городе Запорожье. По его собственным словам, его знакомство с хип-хоп и увлечение музыкой произошло в 11 лет, когда услышал, как соседский парень читает тексты группы «Мальчишник». Первые записи он сделал в 1997 году, используя для воспроизведения фонограммы и записи два магнитофона.
Умрихин — автор многих композиций, в частности «Над землей» (T-Killah и Настя Кочеткова), «Отпусти» (Джиган и Юлия Савичева), «Ты рядом» (Джиган и Жанна Фриске), «Домой» (Иван Дорн). Кроме того, он работал с Димой Биланом, Анной Седоковой, DJ Smash, Леонидом Руденко, Женей Мильковским (группа Нервы).

## Музыкальная карьера

### Группа «Караты»
В 2003 году переезжает в Киев, где под псевдонимом Артик продолжает заниматься хип-хопом. В том же году группа «Караты», которую он возглавляет и продюсирует, заняла 2-е призовое место на ежегодном международном фестивале хип-хоп культуры InDaHouse. В 2004 году «Караты» представили сборники «Платиновая Музыка» и «Грязная Музыка». В 2005 были представлены в номинации «лучшая RnB/HipHop группа» на украинской музыкальной премии ShowBiz AWARD.
Дебютный альбом «Копий Нет» назван «Лучшим альбомом года» по версии всеукраинской премии RnB FRESH AWARDS (2007) и премии «Патипа RnB Awards» (2008). Группа принимала участие в телевизионном концерте «Песня Года 2008» с композицией «Боже, помилуй», записанной совместно с Димой Климашенко. В том же году Всеукраинская премия «SHOWTIME RnB/Hip-Hop AWARDS» назвала «Караты» «Лучшей RnB группой 2008».
В 2009 группа получила премии «Лучшая RnB группа 2009» от MuzLife Awards и «Лучшая Хип-хоп группа 2009» от премии «Хрустальный Микрофон».
Совместная работа Артика с группой Quest Pistols была скачана более 250 000 раз. Видеоклип на трек «Лица», записанный совместно с L'One (группа Marselle) и Женей Мильковским, посмотрели на Youtube более 200 000 раз.
Летом 2010 года Артик совместно с Золотым снял промовидео для легендарного московского клуба «ЖАРА», а в феврале 2011 презентовали совместную мини-программу в Киеве.

### «Артик и Асти»
В 2010 году Артик услышал запись на тот момент ещё неизвестной вокалистки Asti. Он создал проект «Artik & Asti», в составе которого продолжает творческую деятельность. Популярность к коллективу пришла с выходом сингла «Моя последняя надежда». Клип на эту композицию в Youtube за несколько первых месяцев набрал около полутора миллионов просмотров. Следующий сингл «Облака» вошёл ТОП-100 самых ротируемых песен России и долгое время сохранял позиции в чарте радиостанции DFM.
14 февраля 2012 года Artik & Asti совместно с DJ Smash представили совместную работу на ежегодном фестивале Big Love Show, транслируемом в прямом эфире телеканала Ю.
Осенью 2013 года дуэт презентовал дебютный альбом «РайОдинНаДвоих», который занял первые позиции российского чарта iTunes.
В 2014 году ARTIK & ASTI были номинированы на музыкальную премию телеканала Russian MusicBox в номинации «Прорыв Года».
В целом, по итогам 2015 года альбом группы Artik & Asti — «Здесь и сейчас» получил статус дважды платинового релиза в России, занял 9 строчку наиболее продаваемых альбомов за 2015 год по версии iTunes, а группа Artik & Asti стала одним из самых гастролируемых артистов России.
Кроме того, в октябре 2015 года группа победила в номинации «Лучший Поп-Проект» ежегодной музыкальной премии «Прорыв года».
Весной 2016 года Artik & Asti вошли в список номинантов музыкальной премии телеканала Муз-ТВ в номинации «Прорыв Года» и были представлены сразу в 2-х номинациях музыкальной премии телеканала RU.TV в номинациях «Лучший Старт» и «Лучшая актёрская роль в клипе».
А осенью 2016 года их не оставила без внимания Реальная премия MusicBox.
Дуэтная песня Artik & Asti с Марсель «Не отдам», вышедшая в сентябре 2016 года, более двух недель занимала лидирующую строчку в главной 10-ке iTunes.
2 ноября 2021 года Artik & Asti подтвердили слухи о распаде группы в нынешнем составе, Asti покинула группу.
В январе 2023 года Артём Умрихин эмигрировал из России в Объединённые Арабские Эмираты.

## Продюсирование
Помимо собственной карьеры музыканта, Артик занят в продюсировании. Первой работой в этой области стала композиция, написанная для T-Killah и Анастасии Кочетковой, под названием «Над землей», которая стала главным танцевальным хитом 2010 на ведущих радиостанциях и телекомпаниях СНГ. Артик как саунд-продюсер был привлечен к работе над дебютным альбом российского хип-хоп исполнителя Джигана. Хитом альбома «Холодное сердце» стала композиция «Отпусти», записанная Джиганом совместно с Юлией Савичевой, за которую Артик как композитор удостоился премий «Золотой Граммофон» и «Песня Года». Артик также выступил саунд-продюсером второго альбома Джигана «Музыка. Жизнь.», получившего премии телеканала Муз-ТВ.
В 2014 году были номинированы на Реальную Премию MusicBox.
Артик является основателем компании Self made music.
В 2017 Артик пишет песню «Яд» для своего нового продюсерского проекта Артёма Качера.

## Личная жизнь
Жена Рамина Умрихина (Ездовска) — цыганка по национальности. В 2017 году родился сын Итан, мальчик родился в Майами и по праву рождения считается гражданином США. 9 августа 2019 года родилась дочь Наоми.

## Дискография
- 2007 — «Копий нет» в составе группы «Караты»
- 2009 — «Основы» (в составе группы «Караты»
- 2010 — «Не альбом» как ARTIK
- 2013 — «#РайОдинНаДвоих» в составе ARTIK & ASTI
- 2015 (февраль) — «Здесь и сейчас» в составе ARTIK & ASTI
- 2017 (апрель) — «Номер 1» в составе ARTIK & ASTI
- 2019 (март) — «7 (Part 1)» в составе ARTIK & ASTI
- 2020 (февраль) — «7 (Part 2)» в составе ARTIK & ASTI
- 2021 (март) — «Миллениум» в составе ARTIK & ASTI
- 2021 (июль) — «Миллениум Х» в составе ARTIK & ASTI
- 2024 (февраль) — «Качели» в составе ARTIK & ASTI

## Саундтреки
- 2010 — Город-Герой Севастополь — саундтрек к фильму «Я — Севастополец». Совместно со СВО.

## Клипы
- 2008 — Немного перца (remake), совместно с гр. «Горячий шоколад»
- 2008 — Привыкаю (remake), совместно с Анной Седоковой
- 2009 — Лица, совместно с L'One, Женей Мильковским
- 2010 — Где вы есть? (promo video), совместно с Zolotoy
- 2011 — Город не уснет, совместно с Женей Мильковским
- 2011 — Последний раунд, совместно с Максимом Слипченко
- 2012 — Глаза, совместно с Джиганом
- 2019 — Бэйба, совместно с Артёмом Качером
- 2020 — Die for you, совместно с DYFL
- 2021 — En El Lambo, совместно с Marvin & SuperSonya
- 2021 — Lennis Rodriguez, совместно с Dime Quién
- 2022 — Как в первый раз совместно с Ханной

В составе «Артик и Асти»
- 2011 — Моя последняя надежда
- 2012 — Облака
- 2013 — Сладкий сон
- 2013 — Держи меня крепче
- 2013 — На край земли
- 2013 — Больше чем любовь
- 2014 — Очень Очень
- 2014 — Никому не отдам
- 2015 — Кто я тебе?
- 2016 — Тебе всё можно
- 2016 — Я твоя
- 2017 — Неделимы
- 2017 — Пахну лишь тобой, совместно с Глюк'οΖοй
- 2018 — Зачем я тебе?!
- 2018 — Ангел
- 2018 — Невероятно
- 2019 — Грустный дэнс, совместно с Артёмом Качером
- 2019 — Под гипнозом
- 2019 — Таких не бывает, совместно с Джиганом
- 2020 — Девочка танцуй
- 2020 — Возьми мою руку, совместно с Стасом Михайловым
- 2020 — Москва не верит слезам, совместно с гр. «Руки Вверх»
- 2021 — Истеричка
- 2021 — МамаМия, совместно с Jah Khalibом
- 2021 — Она не я
- 2022 — Гармония
- 2022 — СО2, совместно с DJ Smash
- 2023 — Кукла
- 2024 — Качели

### Участие в клипах
- 2021 — Юркисс — Бабки есть